# 李居麗
李智賢（／ I Ji Hyeon，1986年12月12日—），藝名為居麗（： Kyu Ri），韓國女歌手、模特兒、演員，出道前為模特兒，2009年以韓國女子團體T-ara成員身份出道，隊內擔任门面担当、副唱、副饒舌及第五任隊長。

## 簡歷
居麗生於1986年12月12日。本名李智賢。曾就讀注葉高等學校，並在明知專門大學的視覺藝術及戲劇系畢業，與T-ara前成員寶藍同班。出道前居麗是一個模特兒。

## 表演生涯

### 音樂事業
T-ara出道前一個月，知元、Hana宣布退出團體，而後居麗和寶藍、昭妍於出道前加入T-ara，並在當年7月29日正式以T-ara出道。
2013年7月，居麗成為T-ara第5任隊長。

### 演藝事業
在2009年9月，居麗在演藝界出道，她在電視劇《善德女王》飾演金庾信的妻子。
在2010年，她在電視劇《南派交易員金哲秀的近況》主演李京，又客串出演學習之神及Giant。
2011年，她與T-ara隊員𤨒晶一同出演電視劇《近肖古王》，刻中飾演餘真公主於47集開始出現。

## 音樂作品
| 年份 | 專輯             | 歌曲                   | 備註       |
| 2013 | 《Bunny Style!》 | 〈シャボン玉のゆくえ〉 | 與寶藍合唱 |
| 2013 | 《Bunny Style!》 | 〈Do We Do We〉        | 獨唱       |

## 影視作品

### 電視劇
| 年份 | 電視台    | 劇名                       | 角色   |
| 2009 | MBC       | 《善德女王》               | 令毛   |
| 2010 | SBS       | 《Giant》                  | 客串   |
| 2010 | KBS       | 《學習之神》               | 客串   |
| 2010 | KBS獨幕劇 | 《南派交易員金哲秀的近況》 | 李京   |
| 2011 | KBS       | 《近肖古王》               | 扶餘真 |

### 綜藝節目
| 日期           | 電視台 | 節目名稱                  | 備註               |
| 2009年10月14日 | Mnet   | 《一周的戀人》            | 與孝敏             |
| 2009年10月21日 | Mnet   | 《一周的戀人》            | 與孝敏             |
| 2010年9月22日  | MBC    | 《偶像明星Trot大戰》      | 與寶藍、昭妍       |
| 2010年9月22日  | MBC    | 《青春破蛋帝王傳》        | 與寶藍、昭妍、芝妍 |
| 2011年5月28日  | KBS    | 《百分滿分》              | 與昭妍、智妍、和榮 |
| 2011年8月12日  | Ystar  | 《食神之路 》             | 與昭妍             |
| 2011年8月13日  | MBC    | 《我們結婚了》            | 與昭妍、𤨒晶、芝妍 |
| 2011年8月20日  | MBC    | 《我們結婚了》            | 與昭妍、𤨒晶、芝妍 |
| 2011年8月27日  | MBC    | 《我們結婚了》            | 與昭妍、𤨒晶、芝妍 |
| 2012年1月15日  | JTBC   | 《申東燁&金秉萬的調皮鬼》 | 與寶藍、昭妍、孝敏 |
| 2012年1月22日  | JTBC   | 《申東燁&金秉萬的調皮鬼》 | 與寶藍、昭妍、孝敏 |
| 2014年9月19日  | JTBC   | 《魔女狩獵》              | 與𤨒晶             |
| 2014年10月11日 | SBS    | 《Star King》             | 與孝敏、昭妍       |

## 外部連結
- 李居麗的X（前Twitter）
- 李居麗的Instagram帳戶
- 李居麗的新浪微博